# Тома II Комнин
Тома̀ II Ко̀мнин Палеоло̀г (на средногръцки: Θωμάς Κομνηνός Παλαιολόγος) и Тома Прелюбович (на сръбски: Тома Прељубовић или Toma Preljubović) е управител от 1366 г., а от 1382 г. – деспот на Епир до насилствената му смърт на 23 декември 1384 година.
Резиденцията на Тома Комнин е в Янина. Той е син на Григор Прелюб, управител на Тесалия по времето на Стефан Душан и зет на Душан (женен за една от дъщерите му, кесарица Ирина) според редица изследователи, тъй като в грамотата на цар Стефан Урош V от 15 април 1357 г., с която се потвърждават наследствените ѝ права върху бащинията на кесаря Прелюб, тя е наречена „възлюбена и всесърдечна сестра на царството ми“.
През 80-те години Тома Прелюбович води успешни военни действия срещу съседните албански владетели, възползвайки се от съюза си с османците. През 1380 и 1382 година османският бейлербей на Румелия Лала Шахин, а през 1384 година неговият наследник Тимурташ действат със свои войски в Епир.
Женен е за Мария Ангелина Дукина Палеологина и е племенник на царете Стефан Душан и Иван Александър. Вуйчо му Йоан Комнин е управител на земите на север от Епир, а леля му Елена Българска се разпорежда в Сярското княжество.